# Iglesia Bethel (Redding, California)
La Iglesia Bethel es una megaiglesia evangélica no denominacional neocarismática que se estableció en 1954 en Redding (California). La iglesia, que actualmente es dirigida por Bill Johnson, es notable por su sello musical Bethel Music. Ha habido muchos artículos, tanto en publicaciones impresas como en línea escritos sobre Bethel y su ministerio, incluso en la revista Record Searchlight, Christianity Today y Charisma.

## Historia
Robert Doherty comenzó en la iglesia en 1952 y la congregación era un afiliada a las Asambleas de Dios en 1954. En febrero de 1996, la congregación invitó a Bill Johnson de Weaverville, California, a dirigir la congregación. Johnson, el hijo del ex pastor Earl Johnson, solo tuvo una estipulación antes de ser votado: que el mensaje siempre sería sobre el avivamiento y que el tema del avivamiento nunca cambiaría
En noviembre de 2005, los miembros de la Iglesia Bethel votaron por unanimidad para retirar la afiliación de la iglesia con las Asambleas de Dios y convertirse en una iglesia sin denominación. Sin embargo, los estatutos de las Asambleas de Dios requerían que Bethel invitara a los líderes del Distrito Norte de California-Nevada a hablar con la congregación. El 15 de enero de 2006, los miembros de Bethel votaron para rescindir el retiró e invitaron a los líderes del distrito a Redding. El liderazgo del distrito se reunió con la congregación el 17 de enero, pero el resultado fue un voto casi unánime para retirarse. En una carta, Johnson señala que esta acción fue "... no una reacción a un conflicto sino una respuesta a una llamada ... nos sentimos llamados a crear una red que ayude a otras redes a prosperar - para ser uno de los muchos catalizadores en curso en este avivamiento continuo. Nuestro llamado se siente teológicamente y lo suficientemente exclusivo del llamado a las Asambleas de Dios de que este cambio es apropiado". Desde entonces, la iglesia ha crecido a casi 9,000 asistentes por semana.
Bethel Iglesia y Bill Johnson ha sido presentado en segmentos de vídeo por Christian Broadcasting Network (CBN) y Trinity Broadcasting Network (TBN).

## Ministerios de iglesia
La Iglesia Bethel ofrece una variedad de ministerios a los congregantes y al público en general que incluyen servicios semanales para adultos, adolescentes y niños, una forma de ministerio de sanación interna conocida como Sozo (basada en la palabra griega sózó que puede significar salvado, entregado, sanado , rescatados, o hechos completos), varias formas de servicio a la comunidad, y el ministerio de la calle. La iglesia alberga una variedad de conferencias y escuelas cada año. La iglesia también dirige una escuela preescolar hasta el octavo grado.

### Bethel Escuela de Ministerio Sobrenatural
En el otoño de 1998, Bethel Church comenzó la Escuela Bethel de Ministerio Sobrenatural, bajo la dirección de Kris Vallotton, pastor asociado de Bethel. El programa normal es de un año académico y los estudiantes tienen la oportunidad de regresar por un segundo y tercer año. Aproximadamente el 15% de los estudiantes se quedan por los tres años completos. La escuela fue fundada con 36 estudiantes, y en 2010 y 2016 la matrícula escolar fue de más de 1,200 y 2,000 estudiantes, respectivamente. Son un programa no acreditado y no ofrecen un título o créditos sino un certificado.

## Bethel Music
Bethel Music es una compañía discográfica y editorial asociada a Bethel Church, dirigida por el hijo de Bill Johnson: Brian Johnson.

## Crítica
Desde que Bill Johnson asumió el cargo de pastor principal en 1996, Bethel ha recibido críticas tanto de la comunidad local como de otras organizaciones cristianas por sus creencias, prácticas y uso de los fondos de la iglesia.

### Reclamaciones de curación y otros milagros
Las personas relacionadas con Behtel, incluido el pastor, han hecho muchas declaraciones sobre los milagros y la curación que han tenido lugar en la iglesia, incluido el polvo de oro que aparece en el auditorio y las personas que han regresado de entre los muertos.

### Uso de fondos
En abril de 2017, Bethel ofreció donar $ 500,000 a la ciudad de Redding para ayudar a financiar el salario de los oficiales de policía. Algunos en la comunidad pensaron que la iglesia estaba tratando de pagar la ciudad por futuros permisos de construcción, una afirmación del pastor Kris Vallotton refutada en una reunión del consejo de la ciudad. La ciudad finalmente votó para recibir la donación. Siete meses después de recibir la donación, el Concejo Municipal de Redding aprobó por unanimidad un nuevo campus de Bethel de $ 96 millones, a pesar de las docenas de preocupaciones ciudadanas enviadas formalmente. El concejal de la ciudad que es miembro de Betel se rehusó a 
votar